# 新埔 (臺南市)
新埔，是臺灣臺南市關廟區的一個傳統地域名稱，位於該區東北部。相較於今日行政區，其範圍大致包括新埔里不含南部凸出部分的東南部及西南端、下湖里東部、北勢里東北大半部、新光里、花園里東北半部。
本地區境內主要聚落為新埔、咬狗溪、北寮、南寮、許厝湖，設有龍崎國中、新光國小。

## 歷史
台灣日治初期，新埔地區為一街庄，稱為「新埔庄」（舊制街庄），隸屬於外新豐里。該庄昔日西北與埤仔頭庄為鄰，北與頂山腳庄為鄰，東北邊、東邊及南邊東段與崎頂庄為鄰，南邊中西段為中坑仔庄、五甲庄、關帝廟庄，西邊為下湖庄。
1901年（日治明治三十四年）11月11日，全台廢縣廳改設二十廳，該庄隸屬於臺南廳。1904年（明治三十七年）3月31日，該庄編入「關帝廟區」，隸屬於臺南廳。1909年（明治四十二年）10月25日，全台合併二十廳為十二廳，關帝廟區仍隸屬於臺南廳。1920年（大正九年）10月1日，全台地方制度大改正，廢十二廳改設五州二廳，該庄改制為「新埔」大字，隸屬於臺南州新豐郡關廟庄（新制街庄）。
戰後關廟庄改制為關廟鄉，隸屬於臺南縣，大字亦改制為村。1950年（民國39年）10月25日，雲、嘉、南分治，關廟鄉仍隸屬於臺南縣。2010年（民國99年）12月25日，臺南縣、市合併為直轄臺南市，關廟鄉改制為關廟區，村亦改制為里。

## 聚落
本地區發展較早的聚落為新埔、咬狗溪、嗊哩（已拆成北寮、南寮）、許厝湖，在日治初期的官方地圖上已有記載。

## 交通
國道3號又稱「福爾摩沙高速公路」，是貫穿臺灣西部的兩條縱向高速公路之一，經過本地區西南部，並在西部邊界外緣的省道台86線交會處暨省道台19甲線接口設有關廟交流道。由此可快速前往國道3號沿線各地。
省道台19甲線是鹽水至赤崁的幹道，經過本地區西南端。由該道路北行可前往新化區、新市區、善化區、麻豆區等地；南行可前往關廟區關廟市區、高雄市阿蓮區、岡山區、梓官區等地。
市道182號是台南至七星洋的道路，經過本地區南部邊界地帶。由該道路西行可前往關廟區關廟市區、仁德區北部、東區、中西區等地；東行可前往龍崎區、高雄市內門區，並止於省道台3線路口。
區道南162線是龍崎至柑子園的道路，經過本地區東南部。
區道南169線是新化至牛稠埔的道路，其南側端點（終點）位於本地區南部牛稠埔聚落的市道182號路口，由此向北蜿蜒而行會經過本地區的咬狗溪、許厝湖等聚落。
區道南169-2線是新光至南寮的道路，全線位於本地區境內。其西側端點（起點）位於本地區中部偏東南、新光國小前的區道南169線路口，東側端點位於本地區東部略偏南的區道南162線路口，中途會經過南寮聚落。
區道南193線是龍崎至內葉嶺的道路，其西北側端點（起點）位於本地區南部邊界地帶東側、龍崎區公所對面的市道182號路口，由此向東北蜿蜒而行會經過本地區東南端。

## 學校
- 龍崎國中
- 新光國小